# Vladimír
Vladimír je mužské slovanské jméno germánského původu[zdroj?]. Vykládá se jako Vládce světa (míru), Mocný. Mezi Slovany se rozšířilo po ovládnutí ruských kmenů Vikingy, jako fonetická obdoba jména Valdemar (Velký vládce). Podle českého kalendáře má svátek 23. května. V římském církevním kalendáři má Vladimír svátek 17. července. Ženský ekvivalent jména Vladimír je Vladimíra.
Další jména se základem vladi- jsou Vladislav, Vladivoj, Vladan a v rumunském, moldavském a ruském prostředí i Vlad/Vlada.
Po (svatých) Vladimírech je také pojmenována řada míst.

## Statistické údaje
Následující tabulka uvádí četnost jména v Česku a pořadí mezi mužskými jmény ve srovnání dvou roků, pro které jsou dostupné údaje MV ČR – lze z ní tedy vysledovat trend v užívání tohoto jména:
| Rok       | Četnost     | Pořadí   |
| 1999      | 108 477     | 15.      |
| 2002      | 105 849     | 16.      |
| Porovnání | o 2628 méně | o 1 hůře |
| 2006      | 100 178     | 16.      |

Změna procentního zastoupení tohoto jména mezi žijícími muži v ČR (tj. procentní změna se započítáním celkového úbytku mužů v ČR za sledované tři roky 1999–2002) je −1,7%.

## Domácké podoby
Vláďa, Vládík, Vládíček, Vlaďouš, Láďa, Ládík, Ládíček,Mirek,Míra, Mirďa

## Známí Vladimírové
- Vladimír I. (Svatý Vladimír) (958–1015)
- Vladimír Babula (1919–1966) – český redaktor, spisovatel, autor vědecko populárních a vědeckofantastických povídek a románů
- Vladimír Blažek (* 1929) – český a československý politik
- Vladimír Cerman (1925–1952) – oběšený odpůrce kolektivizace z Čisté u Horek, rehabilitovaný během normalizace
- Vladimír Čech (1951–2013) – český herec a moderátor
- Vladimír Dlouhý (* 1950) – český politik
- Vladimír Dlouhý (* 1953) – český politik
- Vladimír Dlouhý (1958–2010) – český herec
- Vladimír Durdík starší (1924–1978) – slovenský herec
- Vladimír Durdík mladší (1949–2003) – slovenský herec
- Vladimír Dvořák (1913–?) – český a československý politik
- Vladimír Dvořák (1925–1999) – dramatik, textař, humorista
- Vladimír Franz (* 1959) – český hudební skladatel, výtvarník, vysokoškolský pedagog, příležitostný publicista, básník a dramatik
- Vladimír Groh (1895–1941) – český klasický filolog a historik
- Vladimír Hanzel (* 1951) – český hudební publicista, dlouholetý spolupracovník Václava Havla
- Vladimír Holan (1905–1980) – významný český básník 20. století
- Vladimír Chaloupka (* 1976) – československý fotbalový útočník
- Vladimír Jiránek (1938–2012) – český karikaturista, ilustrátor, kreslíř a scenárista
- Vladimír Jirásek (1933–2018) – československý vodní slalomář, kanoista
- Vladimír Kokolia (* 1956) – český výtvarný umělec
- Vladimír Körner (* 1939) – český spisovatel
- Vladimír Kořen (* 1973) – český televizní publicista, moderátor,
- Vladimír Kořínek (1899–1981) – český matematik
- Vladimír Kos (1936–2017) – český fotbalista
- Vladimír Kostka (1922–2009) – hokejový teoretik, didaktik a trenér československého národního hokejového mužstva
- Vladimír Kostka (* 1953) – československý fotbalový obránce
- Vladimír Kratina (* 1952) – český herec, zpěvák, písničkář a producent
- Vladimír Lavický (1923–1997) – český malíř, grafik, básník, výtvarný kritik a publicista
- Vladimir Iljič Lenin (1870–1924) – ruský revolucionář
- Vladimir Maj-Majevskij (1867–1920) – ruský generál
- Vladimír Menšík (1929–1988) – český herec
- Vladimír Mečiar (* 1942) – slovenský politik
- Vladimír II. Monomach (1053–1125) – veliký kníže kyjevský
- Vladimir Nabokov (1899–1977) – ruský a později americký prozaik
- Vladimír Neff (1909–1983) – český spisovatel
- Vladimír Olomoucký (1145–1200) – syn olomouckého údělného knížete Oty III. Dětleba a jeho manželky Durancie
- Vladimír Oravský (* 1947) švédský spisovatel, dramatik
- Vladimír Páral (* 1932) – český spisovatel
- Vladimír Pátek (* 1935) – český a československý politik
- Vladimír Polívka (* 1989) – český herec
- Vladimír Preclík (* 23. května 1929, Hradec Králové – 3. dubna 2008, Praha) - český sochař
- Vladimir Mitrofanovič Puriškevič (1870–1920) – ruský antisemitský politik
- Vladimir Putin (* 1952) – ruský politik
- Vladimír Remek (* 1948) – první český kosmonaut
- Vladimír Renčín (1941–2017) – český kreslíř, ilustrátor, karikaturista
- Vladimír Růžička (* 1963) – český hokejový trenér
- Vladimír Růžička – český hokejový centr
- Vladimír Říha (* 1949) – český lékař a politik
- Vladimír Sadek (1932–2008) – český judaista a hebraista
- Vladimír Sadílek (* 1963) – český fotbalista, obránce
- Vladimír Salač (1924–1990) – český herec a zpěvák
- Vladimir Salnikov (* 1960) – ruský plavec
- Vladimír Savčinský (* 1963) – slovenský pedagog a politik
- Vladimír Sedláček (* 1969) – český fotbalista
- Vladimír Sedlák (1913–1986) – první rektor Vysoké školy ekonomické v Praze
- Vladimír Slavík (1866–1933) – český lékař
- Vladimír Smutný (1942–2025) – český kameraman a fotograf
- Vladimír Sobotka (* 1987) – český profesionální hokejový centr momentálně hrající za tým St. Louis Blues
- Vladimír Srb (1856–1916) – český právník, politik a starosta Prahy v letech 1900–1906
- Vladimír Škutina (1931–1995) – český humorista, publicista a spisovatel
- Vladimír Šmeral (1903–1982) – český herec
- Vladimír Šmicer (* 1973) – český fotbalový záložník
- Vladimír Špidla (* 1951) – český politik
- Vladimír Turek (* 1938) – český politik a pedagog
- Vladimír Uhlíř (1926–2011) – pražský architekt, výtvarník, designér
- Vladimír Vokál (* 1978) – publicista a spisovatel
- Vladimír Vondráček (1895–1978) – český psychiatr
- Vladimír Vondráček (1922–1992) – český akademický malíř, výtvarník a sochař
- Vladimír Votýpka (* 1932) – český spisovatel, žurnalista a fotograf
- Vladimir Vysockij (1938–1980) – ruský písničkář, herec a básník
- Vladimír Wolf (* 1942) – český historik, vysokoškolský profesor a editor
- Vladimír Zábrodský (1923–2020) – český hokejista, mistr světa
- Vladimír Záhorský (* 1953) – český politik a lékař
- Vladimír Zajíček, český fotbalista
- Vladimír Zatloukal (* 1957) – český kytarista
- Vladimír Zedník (* 1947) – československý tenisový trenér a profesionální tenista
- Vladimír Zeman (1942–2013) – český politik
- Vladimír Zikmund (* 1955) – český technik a činovník Českobratrské církve evangelické
- Vladimír Zoubek (1903–1995) – český geolog
- Vladimír Zvara (1924–2012) – slovenský a československý lékař, vysokoškolský učitel, vědec a odborník na urologii
- Vladimír Žabotinský (1880–1940) – významný židovský vůdce 20. století, spisovatel, řečník, voják
- Vladimír Žalec (* 1946) – slovenský fotbalový brankář
- Vladimír Žalud (* 1945) – český fotbalista, záložník
- Vladimír Železný (* 1945) – český politik a podnikatel
- Vladimír Ženiš (* 1968) – slovenský fotbalista, brankář
- Vladimír Židek (1946–2010) – český pedagog
- Vladimír Židek (* 1948) – slovenský fotbalista a trenér
- Vladimír Župan (* 1955) – klavírní virtuos, hudební skladatel a pedagog
- Vladimír Županský (1869–1928) – český akademický malíř a grafik